# 최근접 이웃 보간법

빨간 점으로 표시된 (균일한) 데이터셋에 대한 1차원 최근접 이웃 보간(파란 선)

균일한 2D 격자(검은 점)에 대한 최근접 이웃 보간. 각 색깔 셀은 셀 내의 검은 점이 가장 가까운 검은 점인 영역을 나타낸다.

최근접 이웃 보간법(Nearest-neighbor interpolation) 또는 근접 보간법(proximal interpolation) 또는 특정 맥락에서는 점 샘플링(point sampling)은 하나 이상의 차원에서 다변량 보간법의 간단한 방법이다.
보간법은 어떤 공간에서 주어진 점 주변(이웃)의 함수 값이 주어졌을 때, 주어지지 않은 점에 대한 함수 값을 근사화하는 문제이다. 최근접 이웃 알고리즘은 가장 가까운 점의 값을 선택하고 인접한 점의 값을 전혀 고려하지 않아 구분적인 상수 보간을 생성한다. 이 알고리즘은 구현이 매우 간단하며 텍스처된 표면에 대한 색상 값을 선택하기 위해 3D 렌더링에서 (일반적으로 밉맵핑과 함께) 실시간으로 일반적으로 사용된다.

## 보로노이 다이어그램과의 연결
공간에 주어진 점 집합에 대해 보로노이 다이어그램은 공간을 셀로 분해하는 것으로, 각 주어진 점마다 하나의 셀이 할당되어 공간의 어느 곳이든 가장 가까운 주어진 점이 셀 내부에 있도록 한다. 이는 주어진 점의 함수 값을 셀 내부의 모든 점에 할당함으로써 최근접 이웃 보간과 동일하다. 오른쪽 그림은 셀의 모양을 색상으로 보여준다.

이 보로노이 다이어그램은 2D에서 임의의 점 집합(검은 점)에 대한 최근접 이웃 보간의 예이다.

## 같이 보기
- 보간법
- 자연 이웃 보간법
- 이미지 스케일링
- 최근접 이웃 탐색
- 최근접 이웃 평활화
- 영차 홀드
- 반올림